# Vetro (film)
Vetro è un film italiano del 2022 diretto da Domenico Croce, al suo esordio con un lungometraggio.

## Trama
Una diciassettenne vive rinchiusa nella propria camera: quelli come lei sono detti “hikikomori”, ragazzi che scelgono di trasformare la propria stanza in una prigione senza tempo. Lei, spiando i vicini di casa, si convince che nell’appartamento di fronte stia accadendo qualcosa di spaventoso.
Durante la sua indagine conosce un ragazzo più grande con il quale inizia una relazione on-line, fatta di chat e videochiamate. Lui diventerà suo complice nel capire cosa stia succedendo nel palazzo di fronte e lei finalmente capirà cosa sta realmente vedendo attraverso le scomode fessure della propria tapparella. 
Il desiderio di indagare, tuttavia, si scontrerà con l’impossibilità di uscire dalla stanza e aprirà degli scenari inaspettati.

## Produzione
Le riprese hanno avuto luogo interamente a Roma nei teatri di posa del Centro sperimentale di cinematografia.

## Distribuzione
Il film è stato distribuito nelle sale cinematografiche italiane a partire dal 7 aprile 2022.

## Accoglienza

### Incassi
Il film ha incassato di 21667 $ in tutto il mondo.

### Critica
(Francesco Del Grosso, Cinematographe.it, 2 aprile 2022)
(Maurizio Ermisino, Movieplayer.it, 7 aprile 2022)
(Massimiliano Meucci, Everyeye.it, 7 aprile 2022)
(Mattia Pasquini, Cinefilos.it, 8 aprile 2022)

## Riconoscimenti
- 2022 – Bari International Film Festival[1][7]
  - Menzione speciale per Carolina Sala